# Теорема Тебо
Теорема Тебо — три теоремы планиметрии, приписываемые Тебо.

## Первая теорема Тебо
| Центры квадратов, построенных на сторонах параллелограмма, лежат в вершинах квадрата. |

Эта теорема является частным случаем теоремы Ван-Обеля и аналогична теореме Наполеона.

## Вторая теорема Тебо
| Если на каждой из двух соседних сторон квадрата построить по равностороннему треугольнику (либо оба внутрь, либо оба вовне квадрата), то вершины этих 2 треугольников, не являющиеся вершинами квадрата, и вершина квадрата, не являющаяся вершиной треугольников, образуют равносторонний треугольник. |

## Третья теорема Тебо

Теорема Тебо

Доказана в 1930-х годах.
| Пусть {\displaystyle ABC} — произвольный треугольник, {\displaystyle D} — произвольная точка на стороне {\displaystyle BC}, {\displaystyle I_{1}} — центр окружности, касающейся отрезков {\displaystyle AD,BD} и описанной около {\displaystyle \Delta ABC} окружности, {\displaystyle I_{2}} — центр окружности, касающейся отрезков {\displaystyle CD,AD} и описанной около {\displaystyle \Delta ABC} окружности. Тогда отрезок {\displaystyle I_{1}I_{2}} проходит через точку {\displaystyle I} — центр окружности, вписанной в {\displaystyle \Delta ABC}, и при этом {\displaystyle I_{1}I:II_{2}=\operatorname {tg} ^{2}{\frac {\varphi }{2}}}, где {\displaystyle \varphi =\angle BDA}. |

## Вариация третьей теоремы Тебо
| Теорема. Если во вписанном в окружность четырёхугольнике провести диагональ, а в полученные два треугольника вписать две окружности, затем аналогично поступить, проведя вторую диагональ, тогда центры четырёх образовавшихся окружностей являются вершинами прямоугольника. |